# Campionati italiani primaverili di nuoto 1994
I Campionati italiani primaverili di nuoto 1994 si sono svolti a Firenze dal 7 al 10 aprile. È stata utilizzata la vasca da 50 metri.

## Podi

### Uomini
| Evento               | Oro                                                                                 | Tempo    | Argento                     | Tempo    | Bronzo               | Tempo    |
| Stile libero         |                                                                                     |          |                             |          |                      |          |
| 50 m                 | René Gusperti                                                                       | 23"32    | Luca Giotti                 | 23"89    | Alessandro Bacchi    | 23"90    |
| 100 m                | Piermaria Siciliano                                                                 | 51"51    | Emanuele Idini              | 52"33    | Lorenzo Vitelmi      | 52"44    |
| 200 m                | Piermaria Siciliano                                                                 | 1'49"68  | Alessandro Berti            | 1'51"96  | Emanuele Idini       | 1'52"03  |
| 400 m                | Piermaria Siciliano                                                                 | 3'50"78  | Alessandro Berti            | 3'57"91  | Bruno Capozzi        | 3'58"49  |
| 1500 m               | Alessandro Berti                                                                    | 15'34"25 | Marco Formentini            | 15'39"76 | Massimiliano Bensi   | 15'51"37 |
| Dorso                |                                                                                     |          |                             |          |                      |          |
| 100 m                | Emanuele Merisi                                                                     | 55"99    | Mirko Mazzari               | 57"56    | Luca Bianchin        | 57"62    |
| 200 m                | Emanuele Merisi                                                                     | 2'00"13  | Luca Bianchin               | 2'00"88  | Mirko Mazzari        | 2'01"49  |
| Rana                 |                                                                                     |          |                             |          |                      |          |
| 100 m                | Andrea Cecchi                                                                       | 1'03"87  | Massimiliano Cagelli        | 1'04"05  | Fabio Farabegoli     | 1'05"30  |
| 200 m                | Andrea Cecchi                                                                       | 2'20"10  | Massimo Parati              | 2'20"28  | Fabio Fusi           | 2'20"64  |
| Farfalla             |                                                                                     |          |                             |          |                      |          |
| 100 m                | Luis Alberto Laera                                                                  | 55"01    | Gianni Bragaglia            | 55"69    | Lorenzo Vitelmi      | 56"34    |
| 200 m                | Andrea Oriana                                                                       | 2'03"69  | Marco Braida                | 2'03"76  | Dimitri Ricci        | 2'03"82  |
| Misti                |                                                                                     |          |                             |          |                      |          |
| 200 m                | Emanuele Merisi                                                                     | 2'06"36  | Massimiliano Eroli          | 2'08"44  | Borgialli            | 2'08"63  |
| 400 m                | Andrea Palloni                                                                      | 4'28"58  | Fabio Fusi                  | 4'29"28  | Massimiliano Eroli   | 4'29"64  |
| Staffette            |                                                                                     |          |                             |          |                      |          |
| 4x100 m stile libero | Fiamme Gialle Emanuele Idini René Gusperti Bruno Zorzan Piermaria Siciliano         | 3'28"39  | Centro Sportivo Carabinieri | 3'29"53  | Fiorentina Calpeda   | 3'32"02  |
| 4x200 m stile libero | Fiamme Gialle Bruno Capozzi Emanuele Idini Bruno Zorzan Piermaria Siciliano         | 7'35"61  | Centro Sportivo Carabinieri | 7'40"14  | Cn Univ Uisp Bologna | 7'46"75  |
| 4x100 m mista        | Centro Sportivo Carabinieri Emanuele Merisi Civallero Luis Alberto Laera Klaus Huez | 3'47"78  | Fiamme Gialle               | 3'52"03  | Fiorentina Calpeda   | 3'56"06  |

### Donne
| Evento               | Oro                                                                        | Tempo   | Argento             | Tempo   | Bronzo                | Tempo   |
| Stile libero         |                                                                            |         |                     |         |                       |         |
| 50 m                 | Viviana Susin                                                              | 27"15   | Laura Spinadin      | 27"18   | Silvia Rachela        | 27"32   |
| 100 m                | Alessandra Cassani                                                         | 58"86   | Viviana Susin       | 58"99   | Cecilia Vallorini     | 59"02   |
| 200 m                | Caterina Borgato                                                           | 2'04"46 | Lorenza Vigarani    | 2'05"18 | Cecilia Vallorini     | 2'06"03 |
| 400 m                | Caterina Borgato                                                           | 4'18"43 | Lisa Giagnoni       | 4'20"00 | Cecilia Vallorini     | 4'51"51 |
| 800 m                | Lisa Giagnoni                                                              | 8'47"56 | Caterina Borgato    | 8'52"89 | Lorenza Vigarani      | 8'59"14 |
| Dorso                |                                                                            |         |                     |         |                       |         |
| 100 m                | Lorenza Vigarani                                                           | 1'03"66 | Francesca Salvalajo | 1'04"90 | Gaia Malacalza        | 1'05"45 |
| 200 m                | Lorenza Vigarani                                                           | 2'13"42 | Chiara Giavi        | 2'16"27 | Francesca Salvalajo   | 2'16"30 |
| Rana                 |                                                                            |         |                     |         |                       |         |
| 100 m                | Elena Donati                                                               | 1'11"36 | Manuela Dalla Valle | 1'11"50 | Ilaria Padoin         | 1'13"94 |
| 200 m                | Elena Donati                                                               | 2'32"1  | Federica Biscia     | 2'37"57 | Rossella Pescatori    | 2'38"62 |
| Farfalla             |                                                                            |         |                     |         |                       |         |
| 100 m                | Ilaria Tocchini                                                            | 1'02"51 | Silvia Revelant     | 1'04"12 | Gaia Malacalza        | 1'04"36 |
| 200 m                | Ilaria Tocchini                                                            | 2'16"65 | Angela Peretti      | 2'18"50 | Cinzia Buzzola        | 2'18"61 |
| Misti                |                                                                            |         |                     |         |                       |         |
| 200 m                | Lara Bianconi                                                              | 2'20"81 | Ilaria Tocchini     | 2'23"23 | Francesca Bissoli     | 2'24"14 |
| 400 m                | Lara Bianconi                                                              | 4'54"13 | Chiara Giavi        | 4'55"86 | Cora Signoretto       | 5'01"30 |
| Staffette            |                                                                            |         |                     |         |                       |         |
| 4x100 m stile libero | Esl Sa-Fa Torino Ilaria Sciorelli Nadia Pautasso Rigault Giannotta         | 3'59"60 | President Bologna   | 4'00"09 | Livorno Nuoto         | 4'00"89 |
| 4x200 m stile libero | President Bologna Calore Lorenza Vigarani Annalisa Nisiro Caterina Borgato | 8'30"87 | Livorno Nuoto       | 8'36"90 | Nordica Montebelluna  | 8'43"93 |
| 4x100 m mista        | Aurelia Nuoto Gaia Malacalza Lara Bianconi Ilaria Tocchini Cristina Chiuso | 4'22"91 | President Bologna   | 4'23"35 | Rari Nantes Florentia | 4'28"39 |

### Classifiche per società

#### Maschile
| Pos.    | Società | Pti |
| ------- | ------- | --- |
| Oro     |         |     |
| Argento |         |     |
| Bronzo  |         |     |
| 4.      |         |     |
| 5.      |         |     |
| 6.      |         |     |
| 7.      |         |     |
| 8.      |         |     |
| 9.      |         |     |
| 10.     |         |     |

#### Femminile
| Pos.    | Società | Pti |
| ------- | ------- | --- |
| Oro     |         |     |
| Argento |         |     |
| Bronzo  |         |     |
| 4.      |         |     |
| 5.      |         |     |
| 6.      |         |     |
| 7.      |         |     |
| 8.      |         |     |
| 9.      |         |     |
| 10.     |         |     |